# Barnes Review
The Barnes Review — американский журнал, основанный в 1994 году одним из ультраправых американских политиков Уиллисом Карто. Основное направление — исторический ревизионизм и отрицание Холокоста. Журнал позиционируется как разоблачение исторических мифов и лжи. Был назван в честь американского историка и отрицателя Холокоста Гарри Элмера Барнза.
Основатель журнала Уиллис Карто ранее создал также Лобби Свободы и Институт пересмотра истории (ИПИ). Журнал был основан им как альтернатива ежеквартальному изданию ИПИ Journal of Historical Review после того как в результате финансового конфликта Карто ушёл из руководства института.
Журнал выходит один раз в два месяца на английском языке. Часть номеров и отдельных статей доступна к бесплатному скачиванию на сайте журнала.
Издательство кроме подписки на журнал продаёт также ряд книг аналогичного направления. Издательство почти ежегодно проводит международные конференции, на которые, по утверждению американской правозащитной организации SPLC, собираются «антиправительственные экстремисты, антисемиты, сторонники превосходства белой расы и теоретики расистского заговора». В 2002 году журнал выступил организатором и спонсором Международной конференции по глобальным проблемам всемирной истории в Москве, в которой приняли участие многие известные историки-ревизионисты.
Один из руководителей Антидиффамационной лиги Арье Тачман (англ. Aryeh Tuchman), обозревая в своём блоге номер журнала за март-апрель 2011 года отмечает опору авторов журнала на антисемитскую аргументацию.